# The Elder Scrolls III: Morrowind
The Elder Scrolls III: Morrowind é o terceiro jogo da série The Elder Scrolls. O jogo foi lançado exclusivamente para Windows PC em 1 de maio de 2002 e meses mais tarde portado para Xbox (console), foi desenvolvido pela Bethesda Game Studios e distribuído pela Bethesda Softworks.
O jogo vendeu mais de 4 milhões de cópias no mundo. O jogo acontece na Ilha de Vvardenfell, um distrito na província de Dunmeri, em Morrowind. O jogo foi lançado em inglês, mas conta com uma tradução não oficial ao espanhol.
Conta com duas expansões; a primeira é The Elder Scrolls III: Tribunal, que foi lançada em novembro de 2002, e a segunda é The Elder Scrolls III: Bloodmoon, lançada em 2003. Também existe um pack com o jogo e suas duas expansões, chamado Morrowind: Game of the Year Edition, em comemoração pelo prêmio outorgado ao jogo, e que saiu ao mercado no dia 31 de outubro de 2003.

## Descrição
Com uma trama épica, Morrowind continua a saga dessa franquia de PC que conseguiu chegar ao coração dos mais amantes de RPG. Um mundo enorme e detalhado por descobrir, a possibilidade de editar o personagem e a aparição da câmera em terceira pessoa fizeram deste jogo uma obra-prima. Existiam diferentes linhas argumentais à parte da principal. O jogador podia se unir a qualquer dos grêmios, servir à guarda imperial ou fazer mercadoria para acumular a maior fortuna possível. As possibilidades eram infinitas. Para muitos jogadores é o melhor jogo de RPG da história.
O jogador sobe de nível ao seu personagem quando este aumenta a aptidão de qualquer habilidade de sua lista de habilidades maiores e menores dez vezes. Cada vez que seu personagem sobe de nível, o jogador deve selecionar três atributos a aumentar. O jogador estará em melhores condições para aumentar os atributos relacionados com seu conjunto de habilidades, já que cada aumento na aptidão em uma habilidade acrescenta 0,5 pontos a um multiplicador pelo qual o atributo é aumentado.
Para permitir este comportamento, Morrowind, além da criação de uma extensa trama principal, proporciona muitas missões detalhadas para fazer estando ao serviço de uma variedade de facções, incluídos diversos grêmios, organizações religiosas e casas aristocráticas e feudais, além de multidão de missões secundárias achadas pelo mero feito de explorar. Inclusive a trama principal em si podem ter várias direções dependendo das decisões do jogador. Estas decisões que o jogador tomada no desempenho destas missões passam a ser métodos de interpretação do personagem; um espetacular conjunto de ferramentas estabelecerão a recém-criada identidade própria do jogador.

## Recepção e prêmios
Todas suas características junto com a impressionante quantidade de mods que apareceram, fizeram com que Morrowind fosse premiado com o Game of the Year de 2002. Recebeu boas críticas e pontuações de diferentes revistas e sites, incluída uma pontuação de 9/10 em Meristation e uma média de 89% nas revisões de Metacritic e Game Rankings.

## Modificação
Bethesda Softworks, o desenvolvedor de Morrowind, oferece aos jogadores a possibilidade de recriar o mundo com uma variedade de ferramentas de criação de mods, como The Elder Scrolls Construction Set, que permite ao jogador criar e editar diferentes raças, signos, habilidades, poderes, NPCs, etc. As personagens criados podem ser tão fortes ou tão rápidos como queira o usuário, e o conjunto permite ao jogador experimentar com o jogo de um modo que normalmente não será possível na mecânica do jogo.

## Expansões

### The Elder Scrolls III: Tribunal
The Elder Scrolls III: Tribunal, anunciado no dia 2 de setembro de 2002, chegou Exclusivamente para PC, com pouco entusiasmo dos admiradores da série, no dia 6 de novembro do mesmo ano. Tribunal coloca ao jogador na fechada cidade amuralhada de Mournhold, um enclave dentro a capital estadual em Morrowind de Almalexia; a nova cidade não está conectada à massa de terra de Morrowind, Vvardenfell, e o jogador deve teleportar-se à mesma. A história continua a trama das deidades do Tribunal.
A eleição de produzir uma expansão foi principalmente inspirada pelo sucesso do lançamento de Morrowind, assim como um sentimento geral que os jogos da série The Elder Scrolls são experiências contínuas, que merecem coisas novas para fazer para seus jogadores. O desenvolvimento da expansão começou imediatamente depois da saída de Morrowind ao mercado, dando aos desenvolvedores só cinco meses de ciclo de desenvolvimento antes do lançamento, um ciclo considerado muito rápido na indústria. A existência prévia do set de construção, no entanto, significa que a equipe "já tinha as ferramentas para poder acrescentar contido e características muito rapidamente".
Melhoras na interface (concretamente, uma revisão do diário de aventuras de Morrowind) se encontram entre os principais objetivos do lançamento de Tribunal. O novo diário permite ao jogador ordenar missões a título individual e por conseguinte, a redução da confusão causada por ter de buscar no diário cada missão ordenada em um único fluxo cronológico. Os analistas que analisaram o jogo receberam bem a mudança, mesmo que alguns criticaram a implementação incompleta do sistema, e outros disseram que o sistema continua sendo "um pouco difícil de conduzir”.
As análises sobre Tribunal foram, em geral, positivos, mesmo que em menor quantidade que no caso de Morrowind. Os lugares de pontuação de jogos Metacritic e Game Rankings deram à expansão pontuações favoráveis: Metacritic, uma pontuação de 80/100; Game Rankings, uma pontuação de 82/100.

### The Elder Scrolls III: Bloodmoon
The Elder Scrolls III: Bloodmoon, anunciado no dia 14 de fevereiro de 2003, e cujo lançamento estava previsto para maio do mesmo ano, foi lançado finalmente no dia 6 de junho na América do Norte e um mês depois na Europa. Bethesda começou a trabalhar na expansão imediatamente depois do lançamento de Tribunal em novembro de 2002. Bloodmoon é mais uma expansão ampla que Tribunal, em termos de superfície coberta e conteúdo criado; a expansão expande o mapa principal do jogo para incluir à ilha selvagem de Solstheim, uma frígida tundra setentrional salpicada por algumas florestas, situada ao noroeste de Vvardenfell. Estes acrescentados marcaram o retorno à “jogabilidade aberta” e a "liberdade de exploração" do jogo original, em contraste com a linearidade e o confinamento de Tribunal. As análises sobre Bloodmoon foram, novamente, em geral, positivos. Os lugares de pontuação Metacritic e Game Rankings deram à expansão pontuações mais ainda favoráveis: Metacritic, uma pontuação de 85/100; Game Rankings, uma pontuação de 83/100.
Uma das principais características de Bloodmoon é a reincorporação dos homens lobos, uma característica incluída em The Elder Scrolls II: Daggerfall, mas que esteve ausente em Morrowind, uma característica proeminentemente publicitada nas previews antes do lançamento do jogo, em contraste com o vampirismo de Morrowind, que foi quase um “ovo de Páscoa” em termos de quantos jogadores se mantiveram familiarizados com a característica. Os jogadores podem converter-se em homen lobo contagiando-se com a doença licantrópica "Sanies lupinus" e deixando-a estar três dias sem tratar de curá-la. Uma vez que a doença se integrou plenamente, o jogador se transforma cada noite em homem lobo, independentemente do ciclo lunar. Ser um homem lobo proporciona aumentos nos atributos e capacidades, mesmo que sua força se reduziu consideravelmente com relação às grandes bonificações oferecidas pela licantropia em Daggerfall. Alguns analistas deram as boas-vindas ao acrescentado, mas outros pensavam que às vezes era frustrante e estava logo que aplicado (por exemplo, quando o jogador se desperta pela manhã depois que haver-se transformado em homem lobo pode encontrar-se com que devorou a um PNJ necessário para a trama principal).

## Lançamentos

### Game of the Year Edition
The Elder Scrolls III: Morrowind Game of the Year Edition foi anunciada no dia 12 de maio de 2003 e foi lançado no dia 31 de outubro do mesmo ano. Se compilam em um só disco para PC e Xbox as duas expansões Tribunal e Bloodmoon, junto com os Patches lançados somente para PC, algo que os proprietários da versão de Xbox não tinham acesso. Ausente, no entanto, a partir da versão Xbox esteve o diário de jogo melhorado que Bethesda incluiu em Bloodmoon e Tribunal, assim como nos últimos Patches da versão original de Morrowind. Os indagados responderam à ausência negativamente. Não obstante, as revisões para o conjunto GOTY foram, em geral, positivas, mais que todas as versões anteriores. Metacritic lhe deu ao jogo uma pontuação de 88/100; Game Rankings, um 90/100.